# Höörs mölla
Höörs mölla, tidigare Bossamöllan, är en hjulkvarn vid Höörån i Stenskogen i Höörs kommun.
Det har funnits en kvarn på platsen åtminstone sedan första hälften av 1700-talet. En kvarn finns angiven på den äldsta kartan från Höörs by från 1742, medan den nuvarande byggnaden är från 1839. 
Kvarnen var i drift till 1947. Den förföll, och Höörs kommun köpte fastigheten 1973 för att bygga bostäder. Föreningen Höörs mölla arrenderade kvarnen och rustade upp den och bostadsbyggnaden 1979–1980. År 1981 återställde kommunen kvarndammen och den yttre miljön, varefter anläggningen invigdes i maj 1982.
I kvarnen finns idag ett museum som drivs av Föreningen Höörs mölla, som också svarar för en kaférörelse i trädgården till den tidigare möllarebostaden. Kvarnen är utgångspunkt för en vandringsleden Brottets bana, som i huvudsak följer ett tidigare järnvägsspår för kalkstenstransporter.

## Bildgalleri

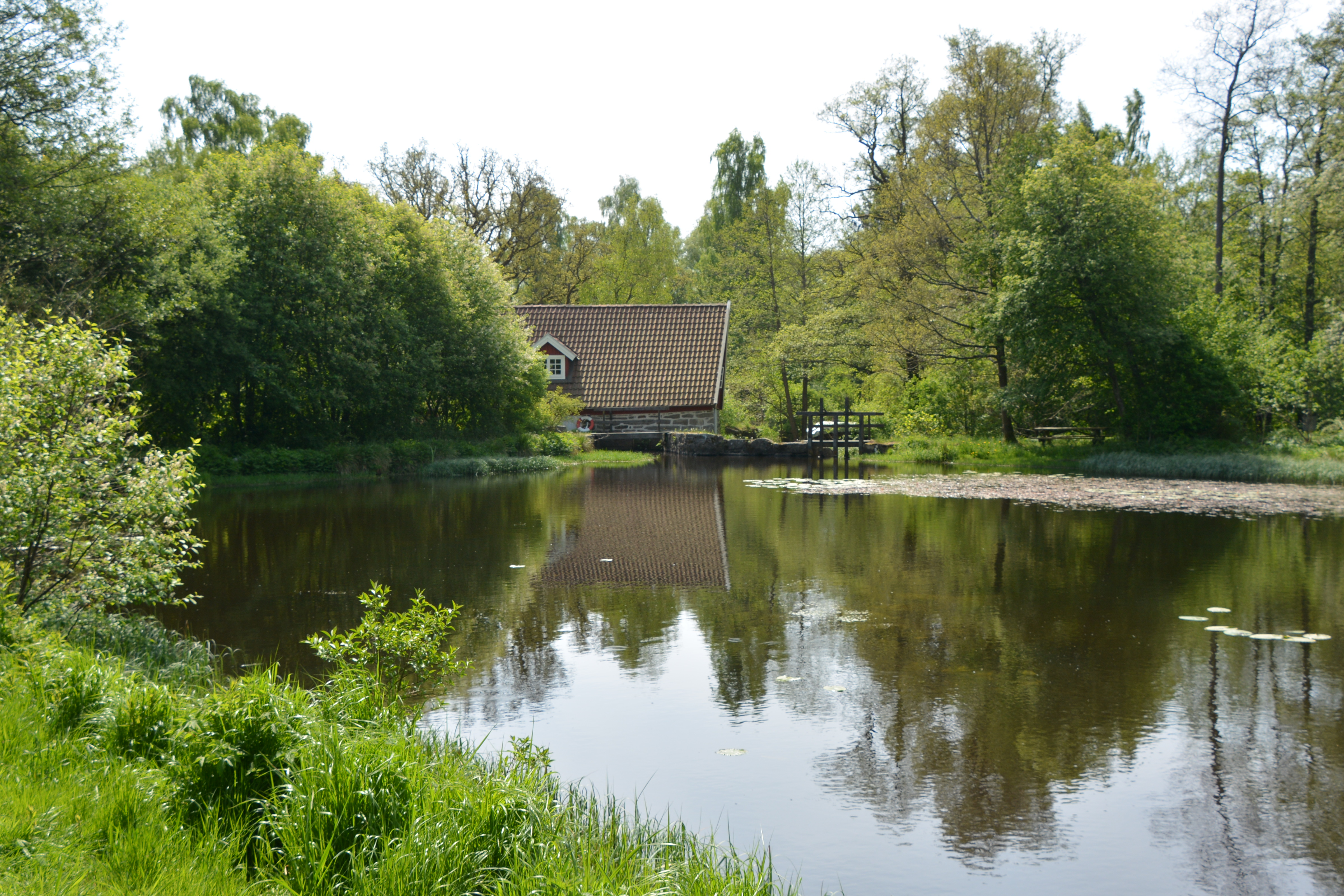
Kvarndammen
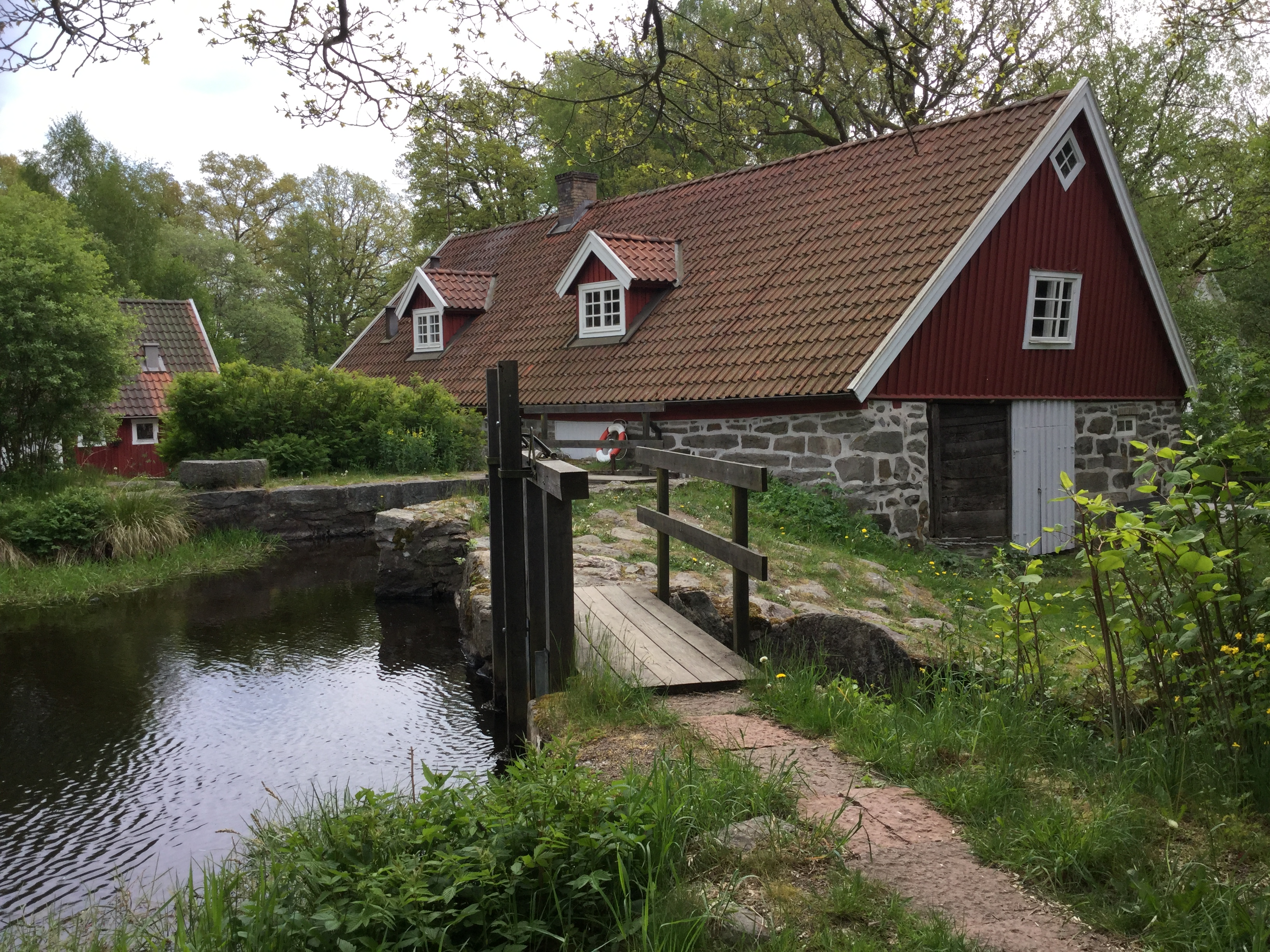
Höörs mölla från dammsidan
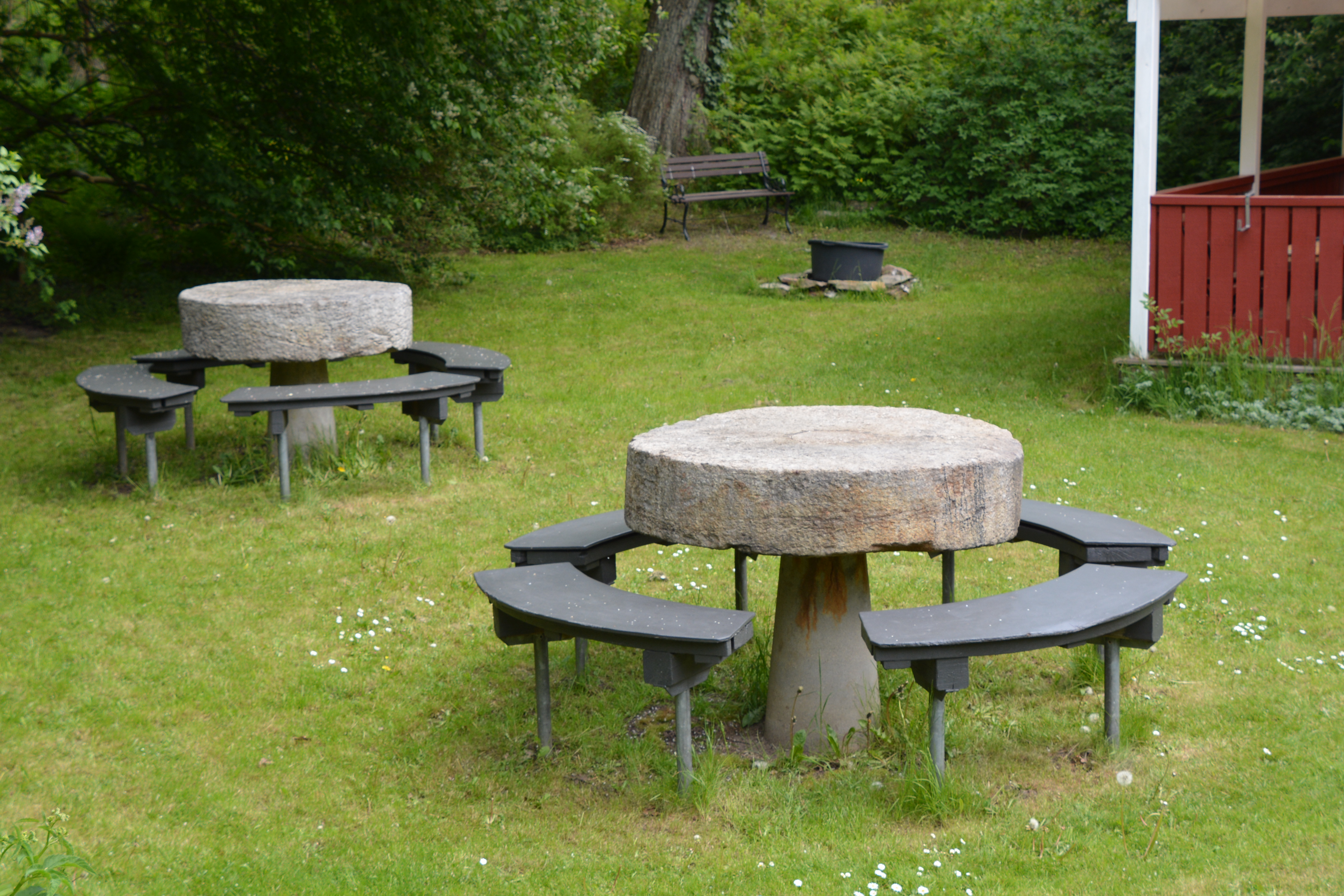
Bord av kvarnstenar i den tidigare möllarebostadens trädgård
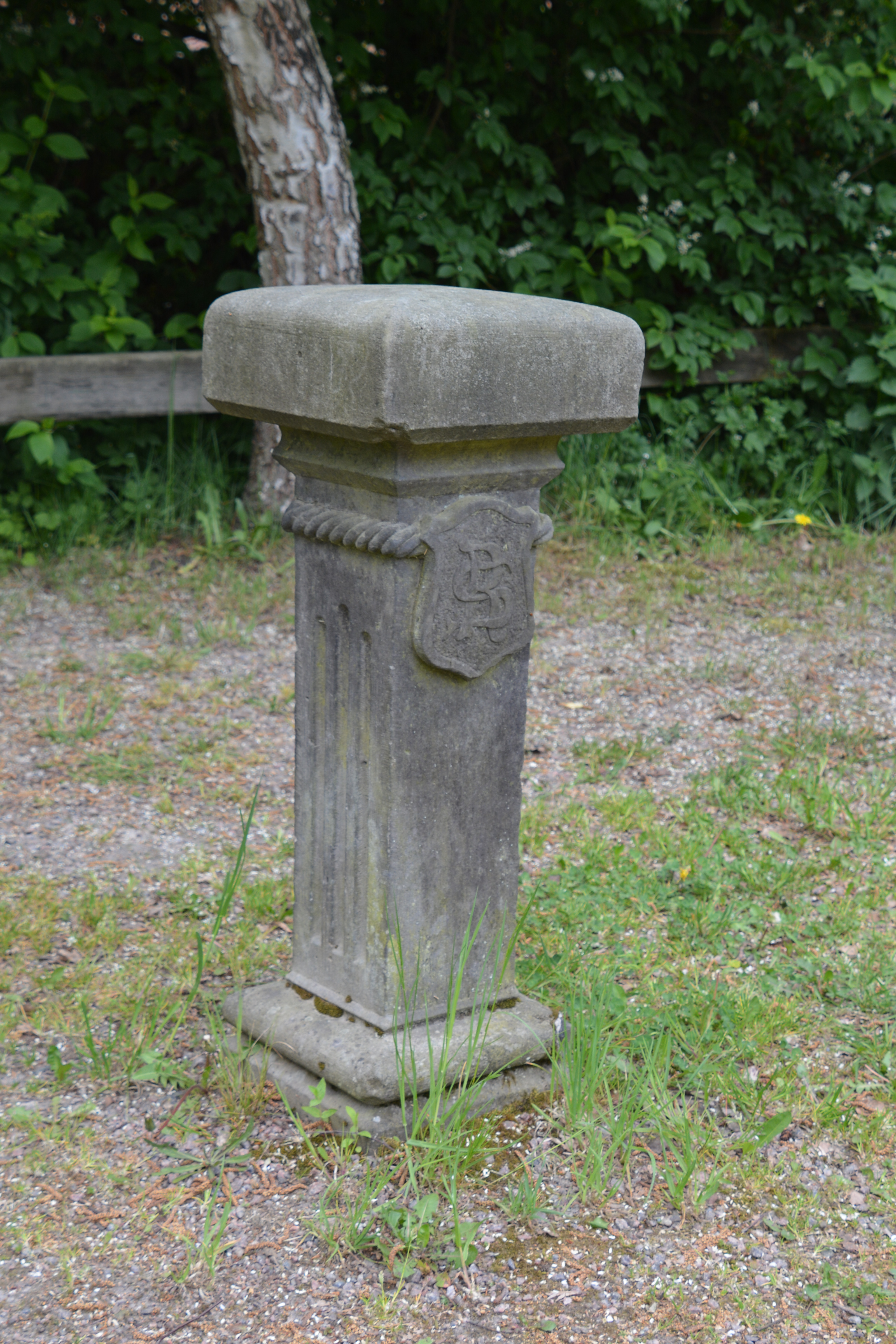
Pelare i höörsandsten vid Höörs mölla, en av två pelare som tidigare stått vid entrén till AB Ringsjö Stenbrotts kontor i hörnet av Nya Torg i Höör